# 滨海路风景区
滨海路是位于大连市沙河口区，中山区，西岗区的一条以旅游为主要目的的双向车道。分为滨海西，中，东路三段。起点位于星海广场，终点在新建中的东港地区。

## 圖片

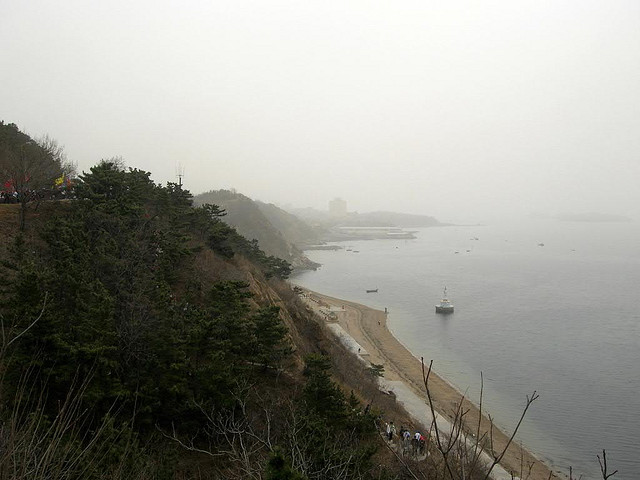
滨海路
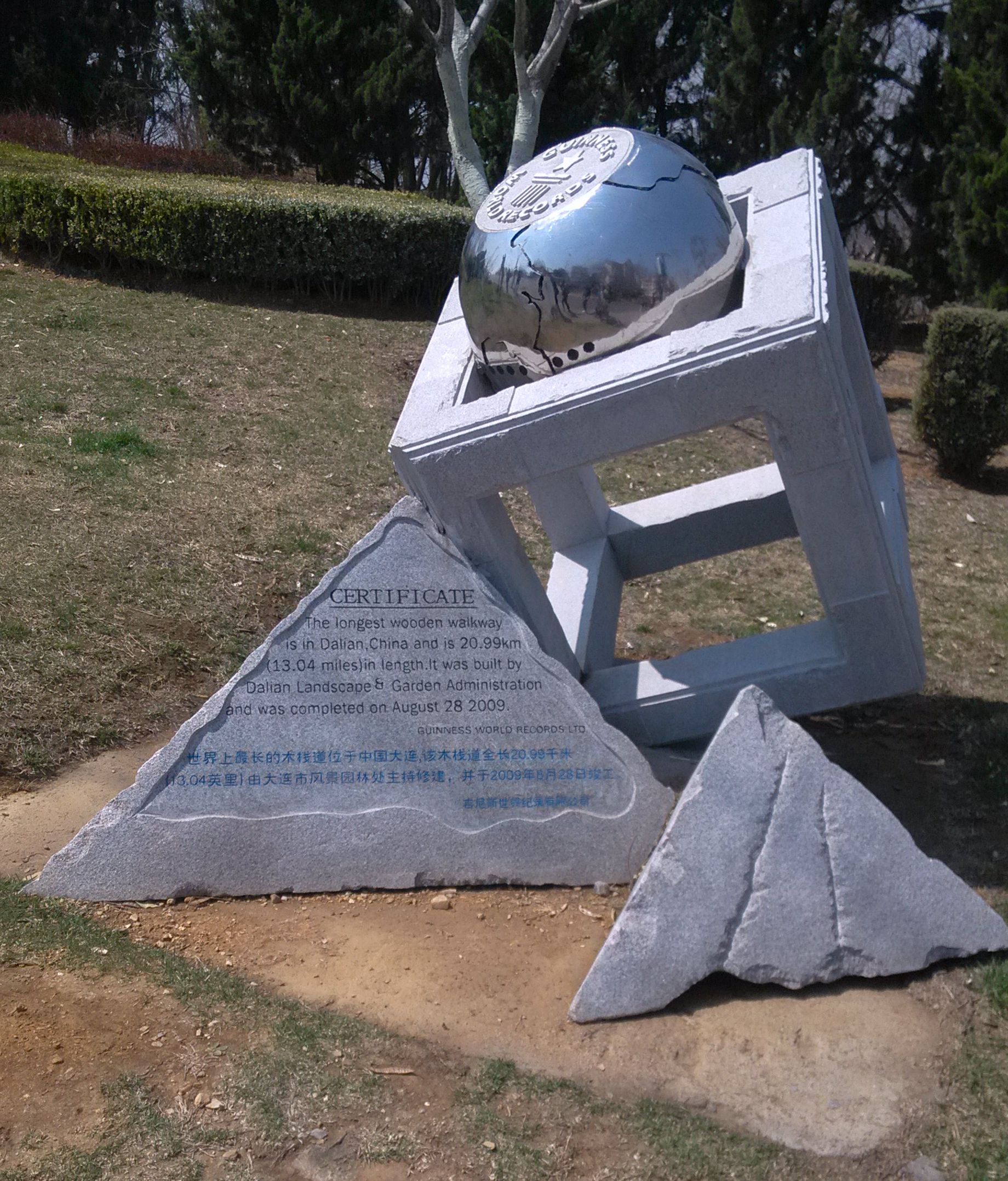
经吉尼斯世界纪录有限公司认证：大连滨海路木栈道是世界上最长的木栈道
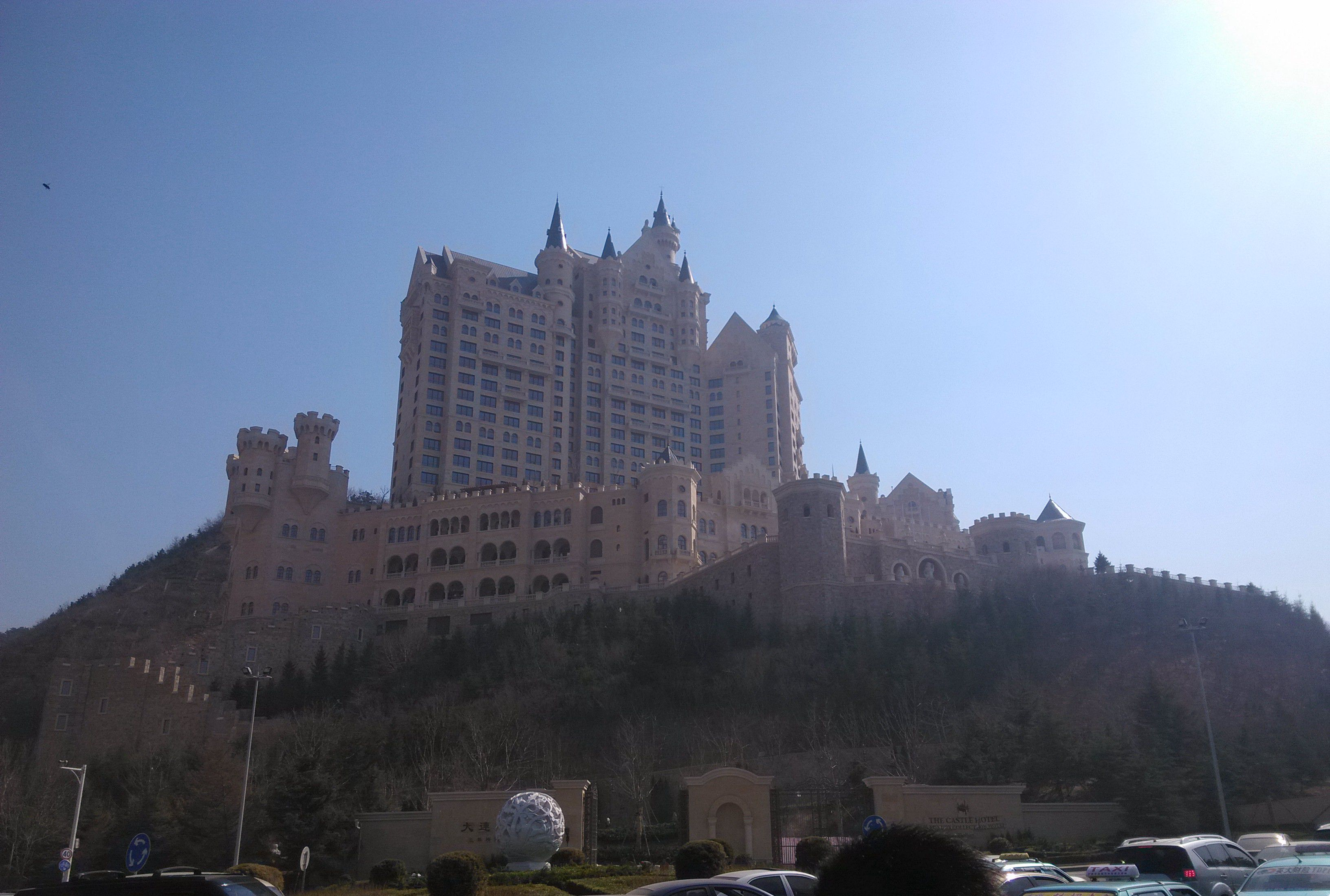
大连城堡贝壳公园（现名大连贝壳公园）旧址
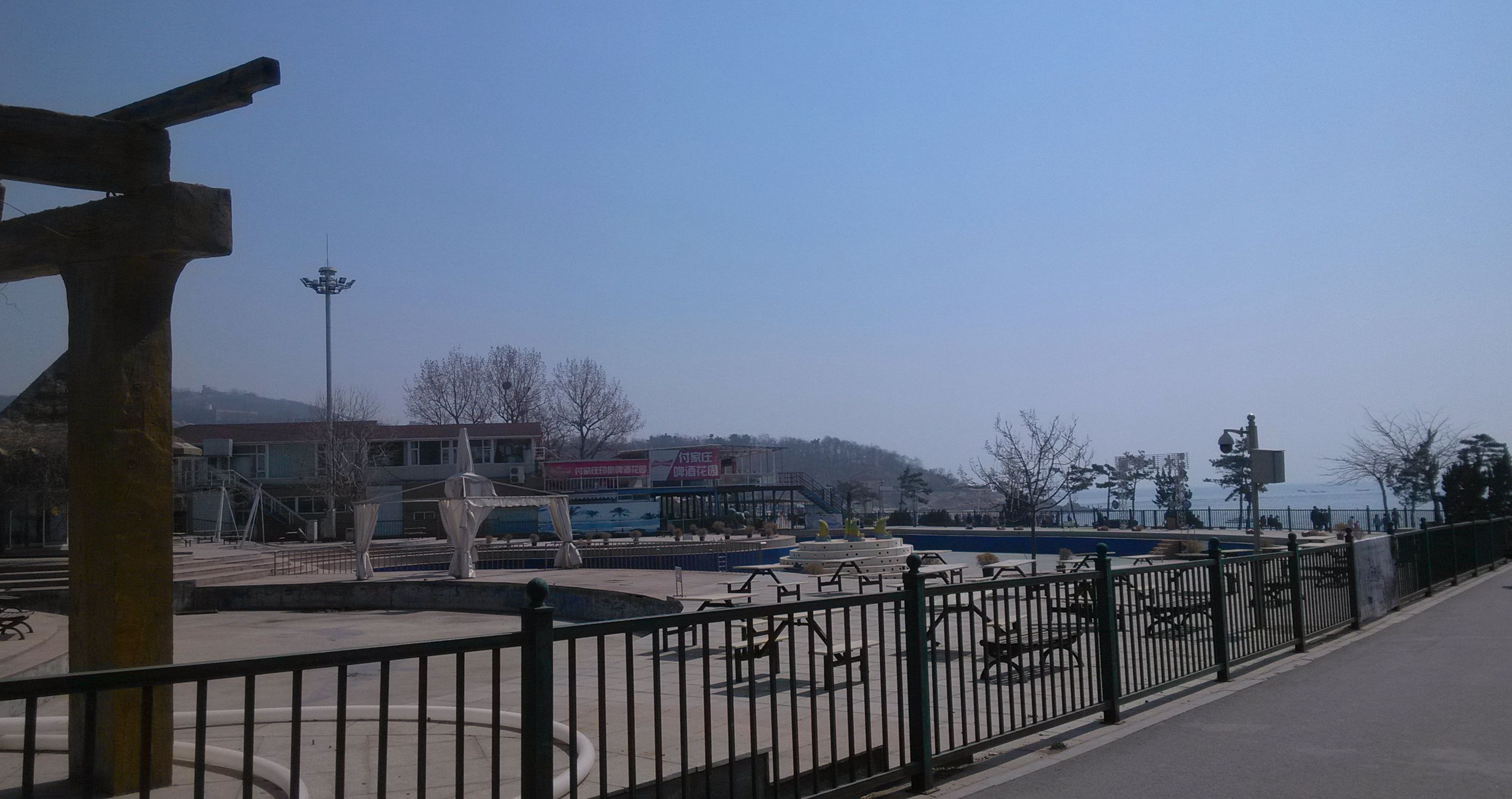
付家庄公园一角
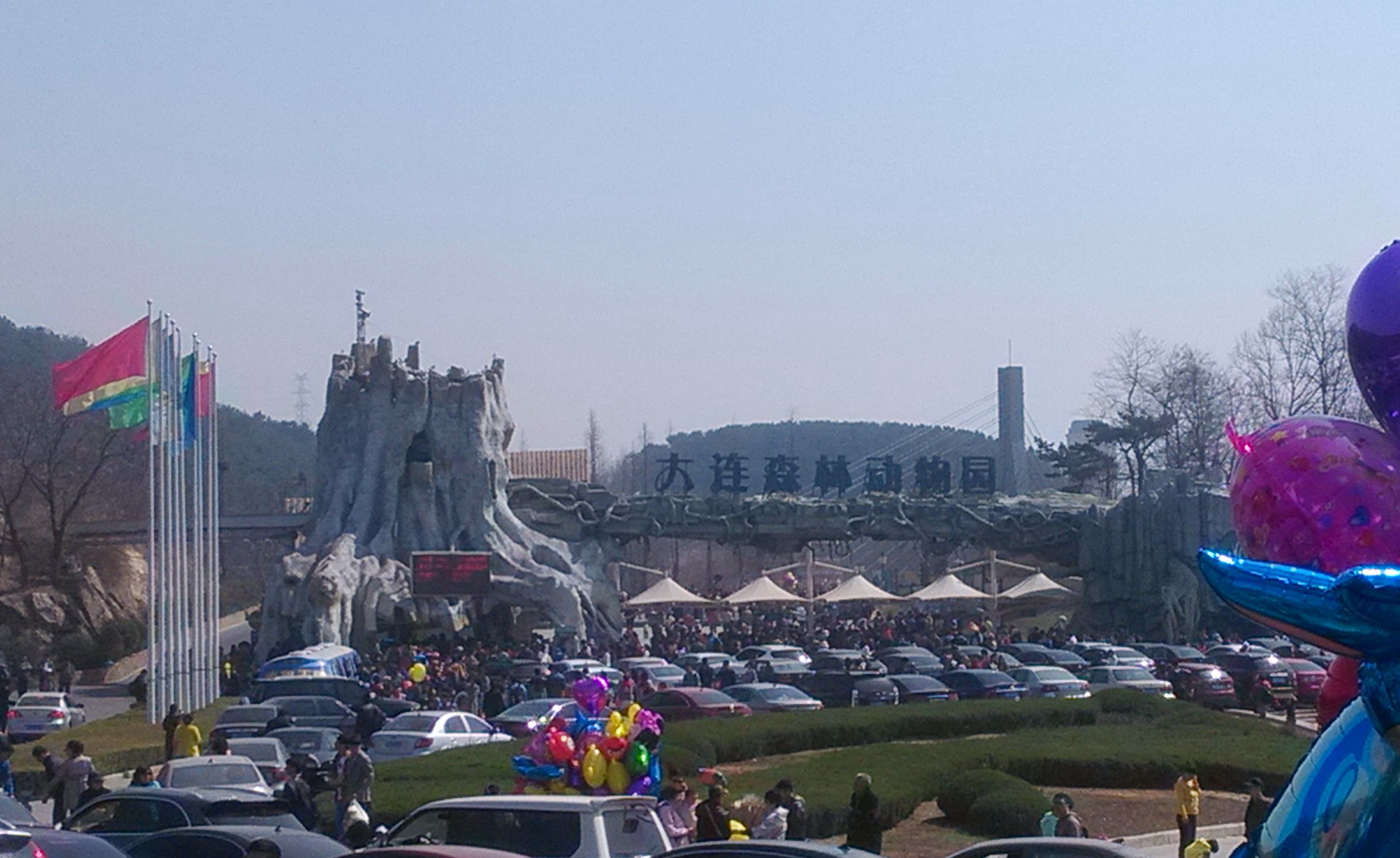
大连森林动物园正门
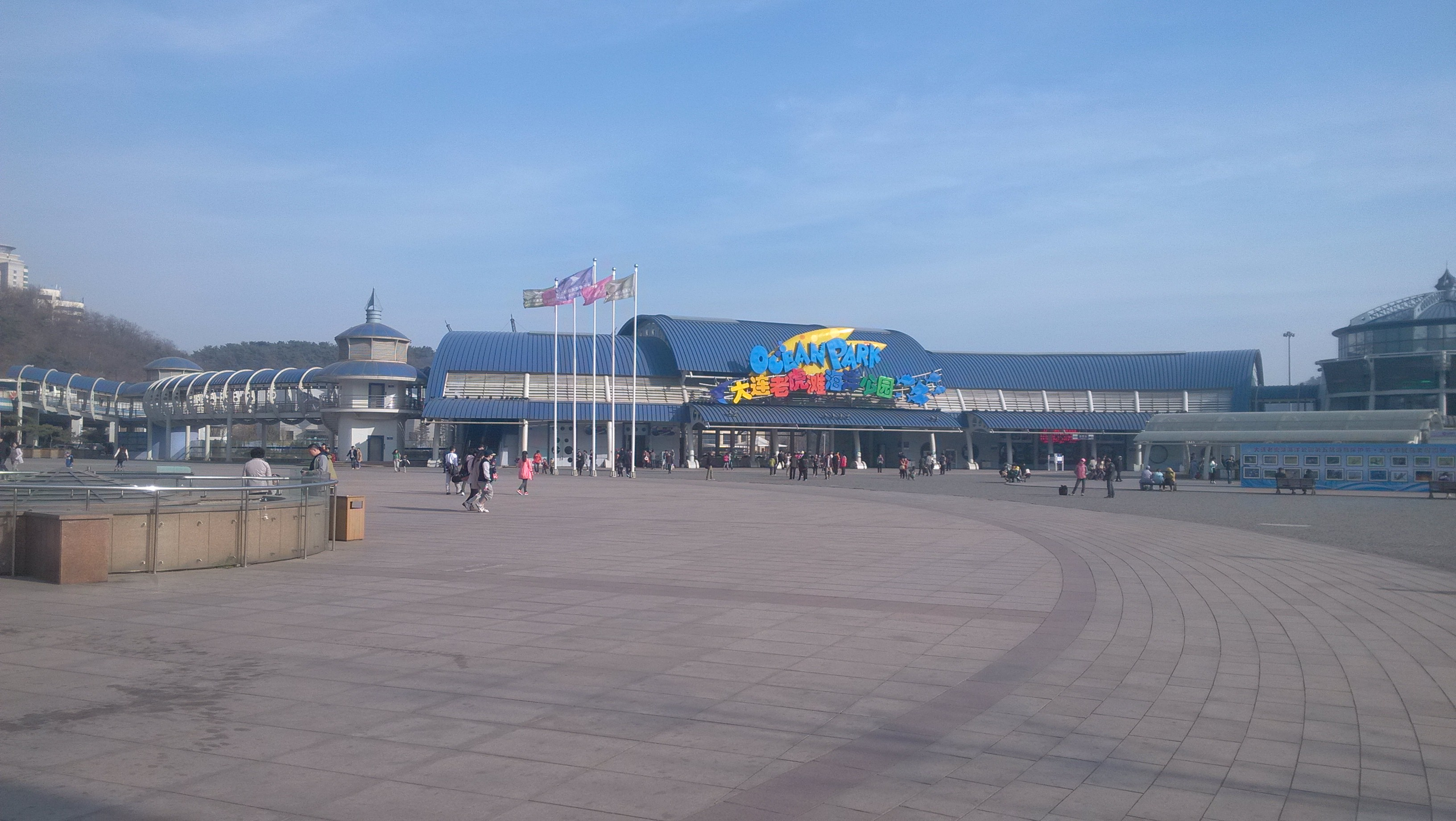
老虎滩海洋公园正门
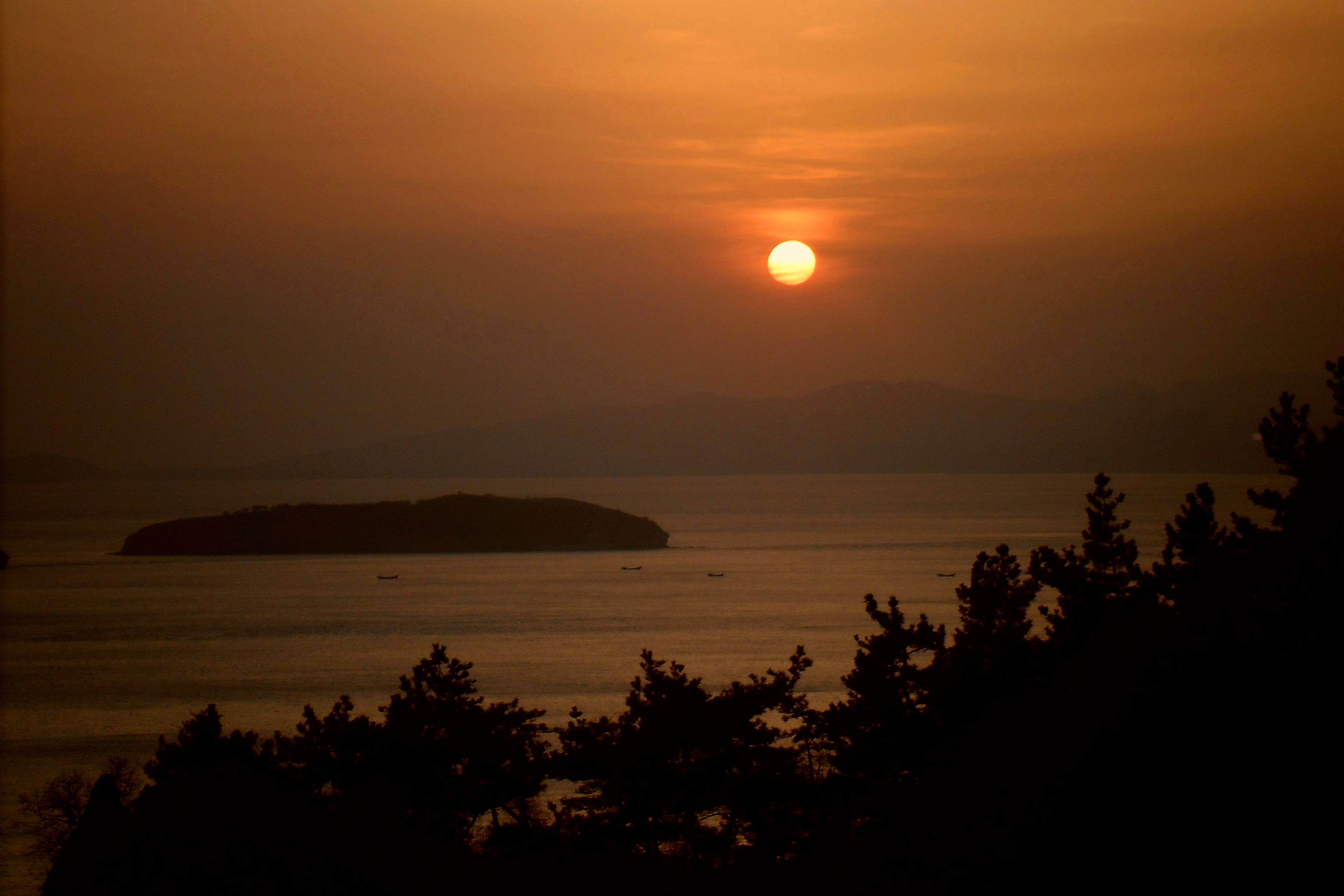
燕窝岭日落
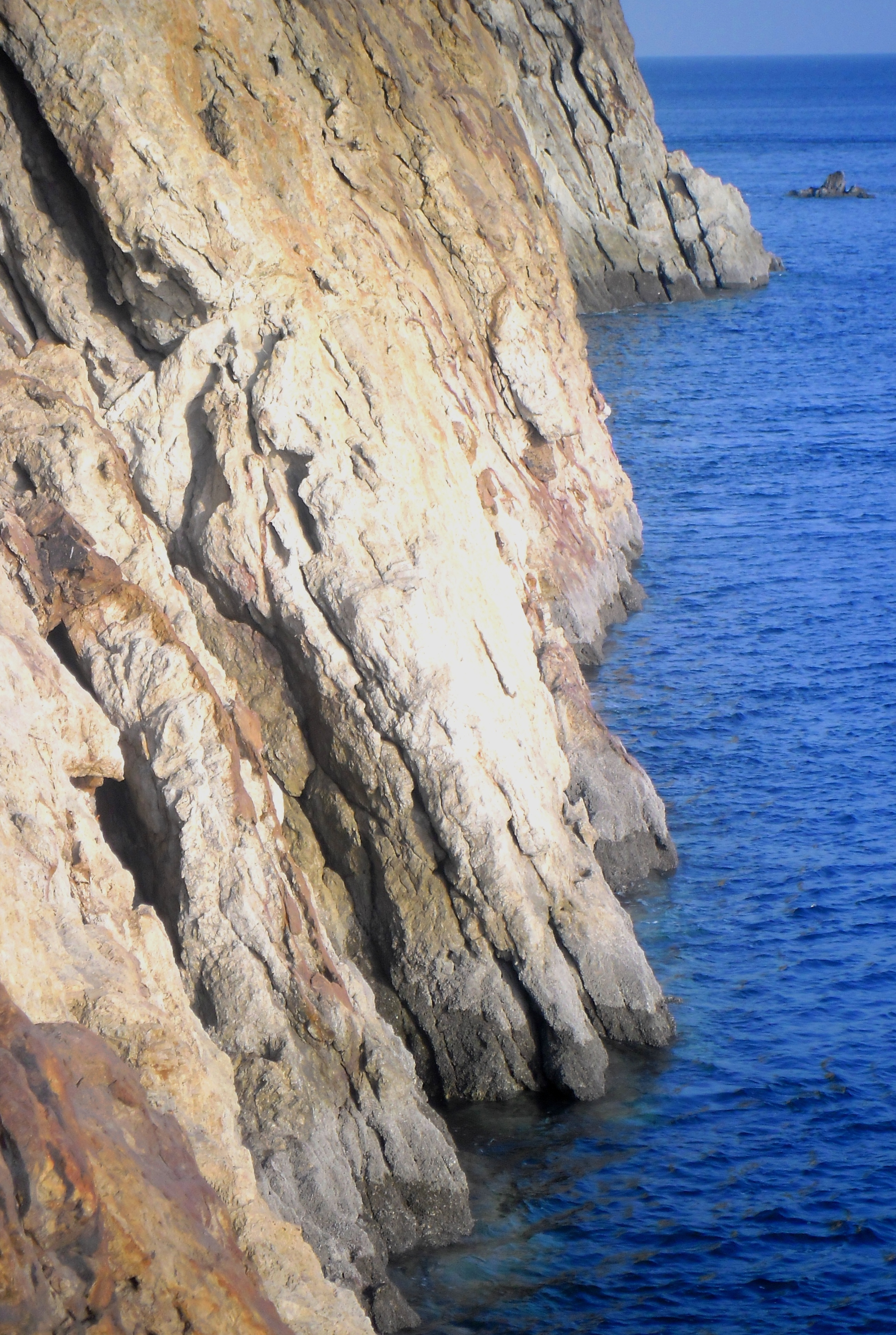
燕窝岭悬崖
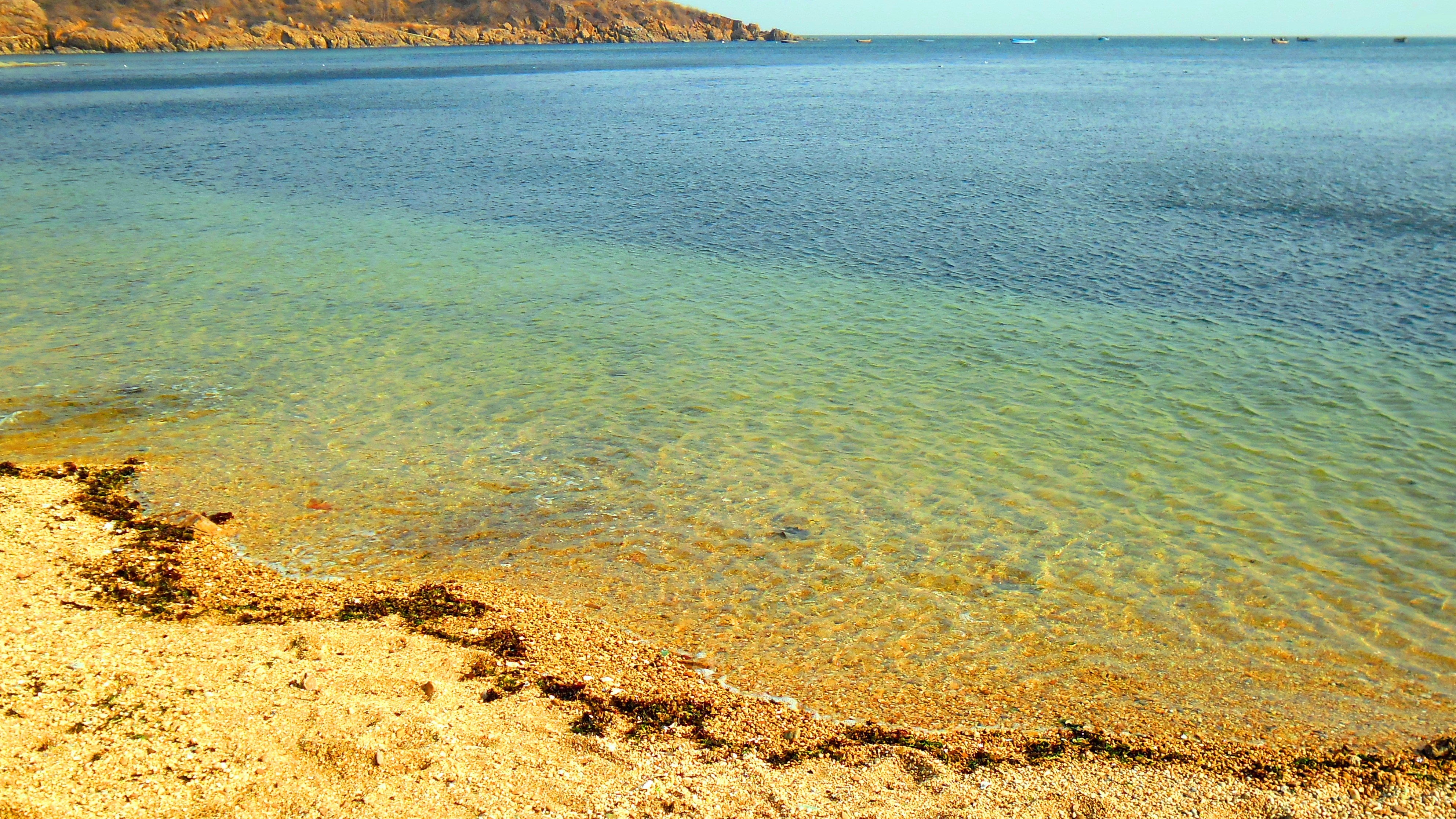
海滨沙滩
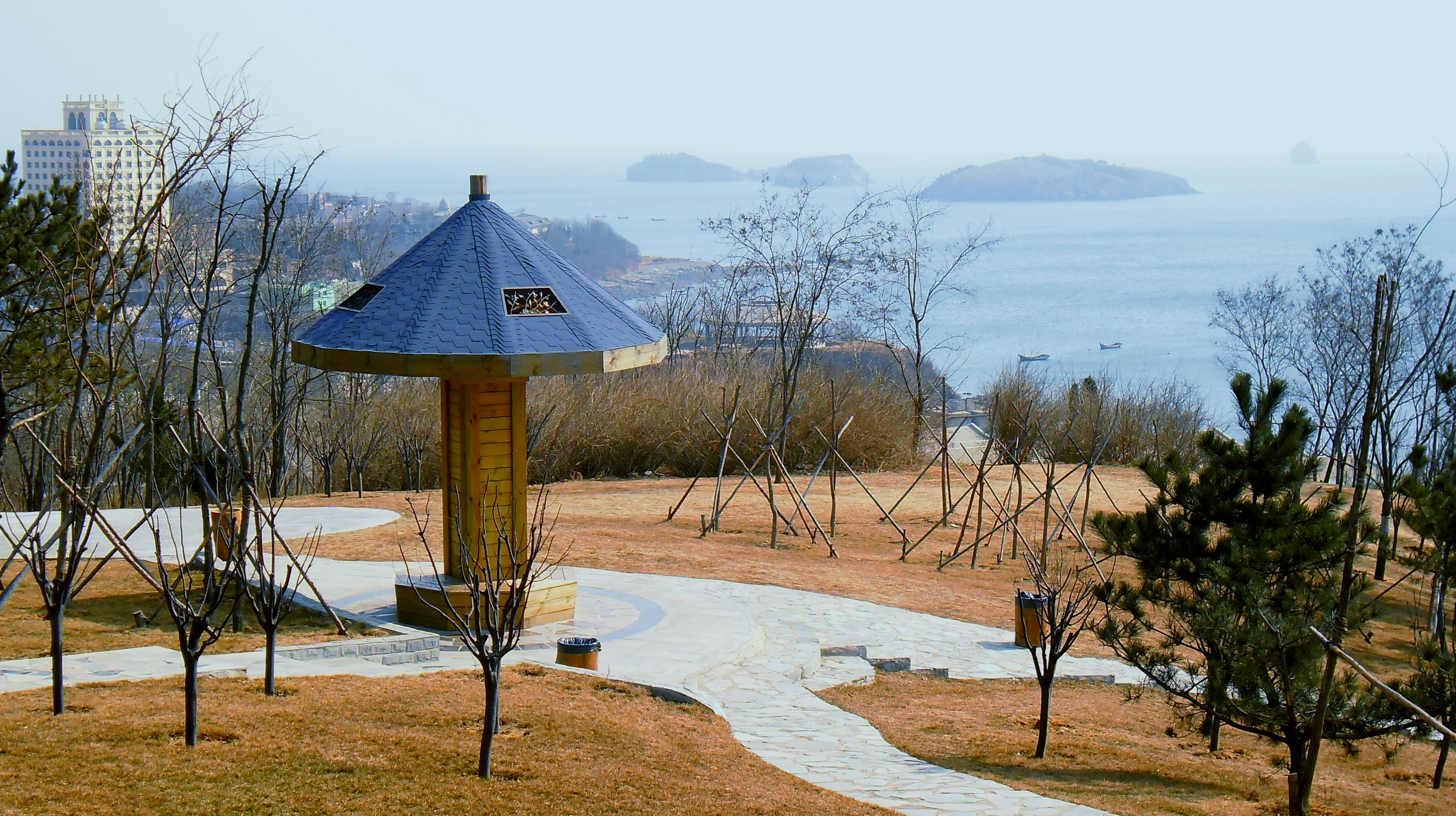
金银山
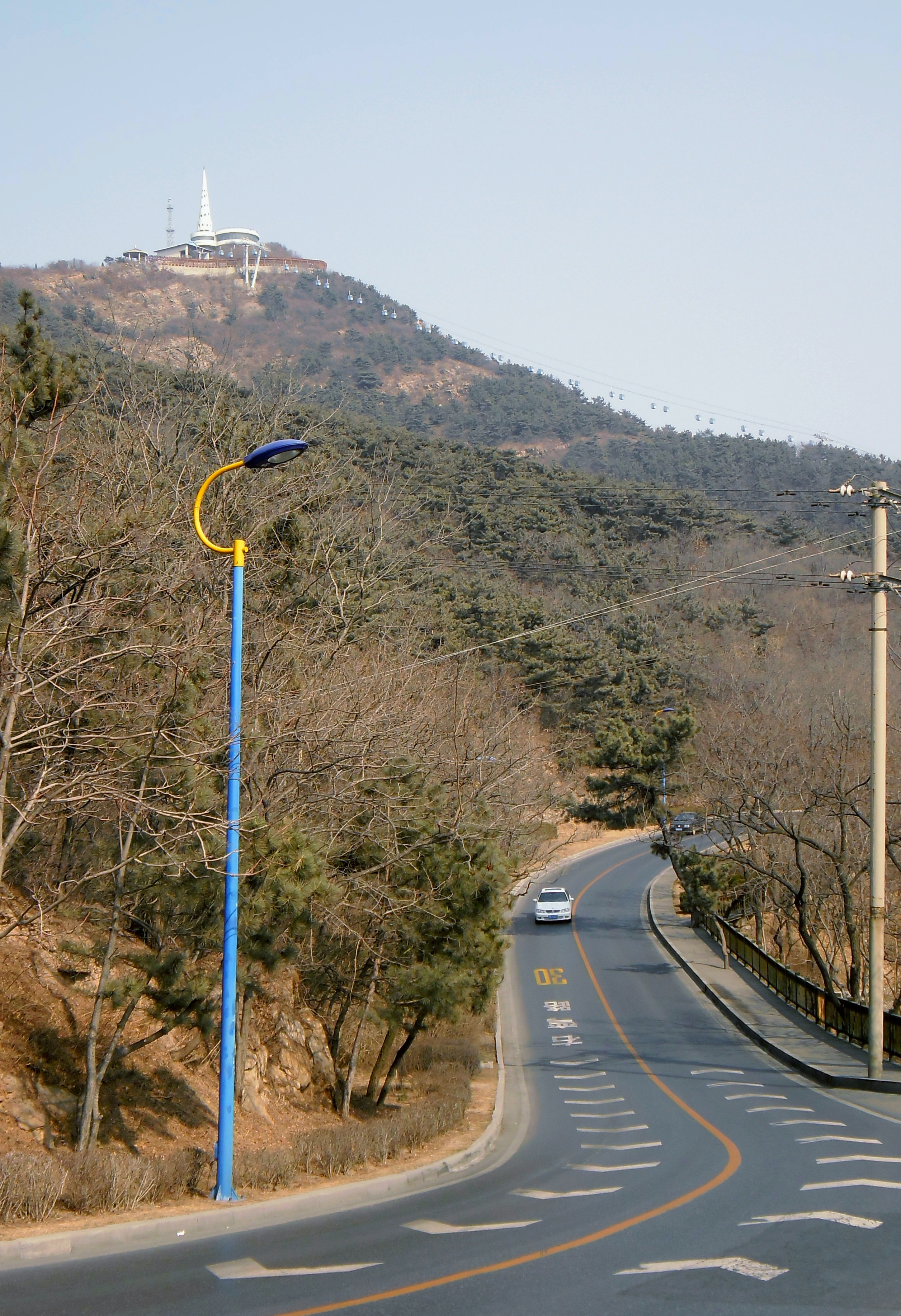
滨海西路